# Могилёвский театр кукол
Учреждение культуры «Заслуженный коллектив Республики Беларусь „Могилевский областной театр кукол“» — театр в Могилеве, Белоруссия.

## История
Был основан в 1976 году в Могилеве группой выпускников культурно-просветительной школы и участниками художественной самодеятельности во главе с режиссёром Николаем Гулагой. 23 мая 1977 года в театре состоялся первый спектакль «Тигрёнок Петрик» по пьесе Ганны Янушевской и Яна Вильковского.
В 2009 году здание театра открылось после реконструкции на средства, пожертвованные государству бобруйским предпринимателем Мещеряковым. Со стороны церкви Трёх Святителей была возведена пристройка, благодаря которой зрительный зал был расширен, в подвальных помещениях разместились мастерские, гардероб и туалеты.

## Репертуар
Репертуар театра — это постановки для детей и взрослых, это произведения классиков и современная драматургия. Ежегодно театр посещают несколько десятков тысяч человек. Спектакли «Белоснежка и Гномы», «Волшебная кисть», «Самый маленький самолёт на свете» — победители престижных международных фестивалей, форумов, театральных премий. Однако особое место в жизни театра занимают постановки для взрослых, такие как «Дзікае паляванне караля Стаха», «Гамлет», «На дне», «Сіняя-сіняя», «Кандид, или Оптимизм».
Большинство спектаклей репертуара созданы с использованием разных приемов и систем анимации кукол и сочетают в себе кукольные, пластические, драматические и визуальные формы. Постановки театра — это всегда смелые творческие решения по прочтению произведений белорусских и зарубежных классиков, а также работ драматургов-современников. Режиссёр Игорь Казаков трижды становился обладателем грантов Фонда Президента Республики Беларусь по поддержке культуры и искусства: постановка спектакля «На дне» М.Горького (2015), «Сіняя-сіняя» В. Короткевича (2016) и проект «Скарбонка беларускіх казак» (2017), который включает три спектакля для детей на белорусском языке.
Театр ведет активную фестивальную деятельность. Участник международных фестивалей в Украине, Прибалтике, России, Молдове, Польше, Германии, Нидерландах.

## Главные режиссёры
- Н. Кулаго (1977—1978)
- Ф. Шевяков (1978—1981)
- А. Лялевский[бел.] (1982—1986)
- В. Авраменко (1986)
- О. Жугжда (1988—2000)
- В. Корнев (2003—2009)
- И. Казаков (2009—2019)

## Награды
- Спектакль Алеси Сабелы «Волшебная кисть» (постановка Игоря Козакова) победила в номинации «Лучший спектакль для детей» Второй Национальной театральной премии (2012).[источник не указан 1411 дней]
- Спектакль Уильяма Шекспира «Гамлет» (постановка Игоря Козакова) получила Гран-при VIII Международного молодёжного театрального форума «M@rt.contract[бел.]» (2013).[источник не указан 1411 дней]